# Ramberget, Härryda kommun
Ramberget är en bebyggelse i Härryda kommun. SCB avgränsade här från 2005 till 2020 en småort.
Orten utgörs av ett småhusområde, ursprungligen bestående av fritidshus, på Ramberget som ligger vid sydöstra sidan av Landvettersjön i Landvetters socken. Området ligger någon kilometer från Landvetters tätort och nära  Landvetters kyrka.